# Прапор Нінове
Прапор Нінове був офіційно прийнятий муніципальною радою 25 червня 1987 року як муніципальний прапор східнофламандськогої комуни і міста Нінове. 17 листопада 1987 року він був підтверджений урядом Фландрії та остаточно опублікований 16 вересня 1988 року в офіційному бельгійському державному віснику.

Офіційно прапор описується так: 
Дві однаково довгі чорно-зелені смуги з гербом міста посередині
Кольори не пояснюються, але вони з’являються на колишніх гербах Дендервіндеке і Полларе (зелений) і Аппельтерре-Айхема і Нінове (чорний), містах які в 1976 році були об'єднані з Нінове.

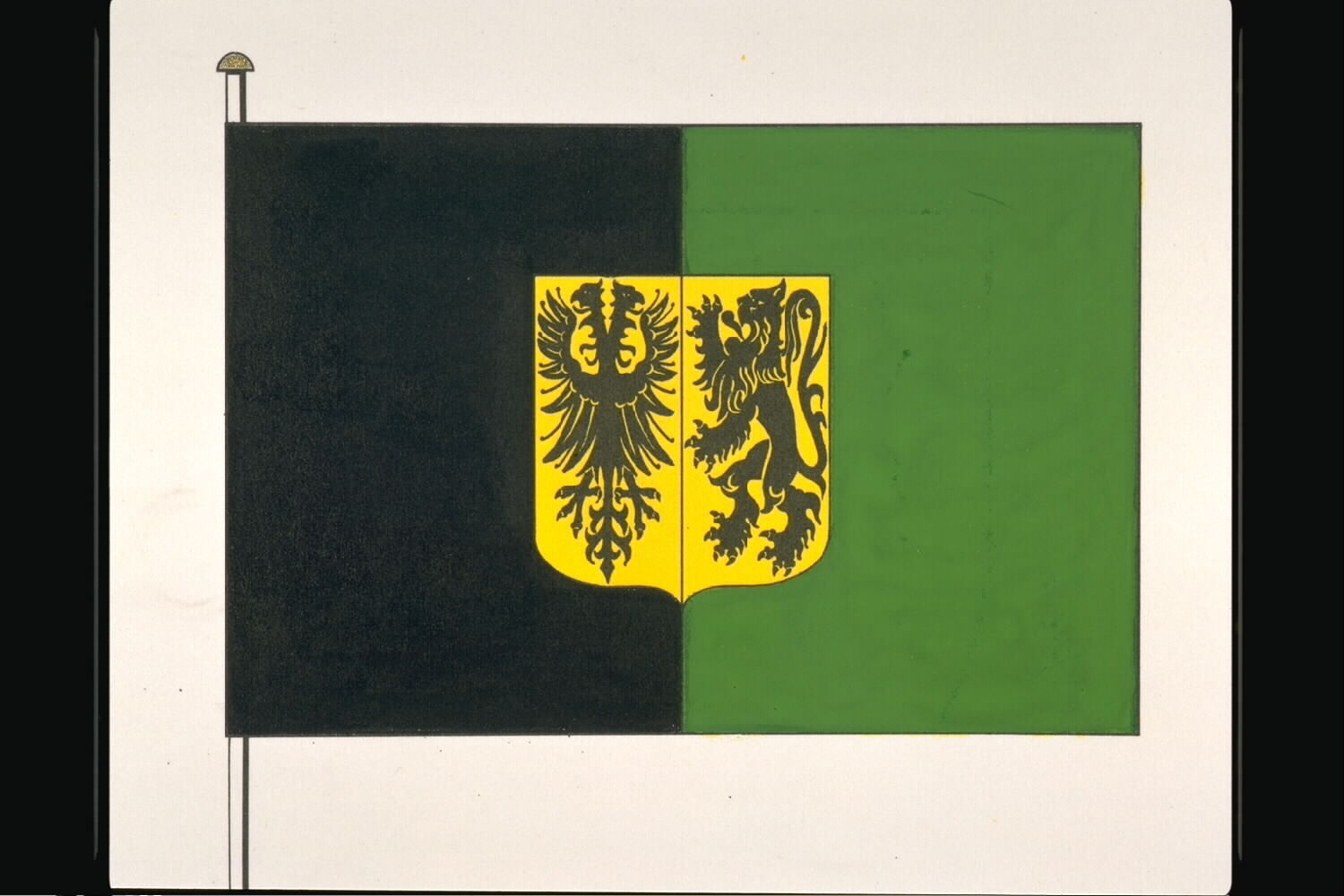
Офіційний малюнок прапора
Герб Дендервіндеке
Герб Поллара
Герб Аппельтер-Айхема
Герб Нінове